# 胡利奧·弗倫克
胡利奧·弗倫克（Julio Frenk Mora，1953年12月20日—）是墨西哥醫生、曾任世衛傳播病總幹事、墨西哥政府衛生部部長。

## 經歷
弗倫克出生於墨西哥城，是墨西哥國立自治大學醫學學士、密歇根大学的公共衛生博士。1998年獲推薦為世衛傳播病總幹事。
2006年9月，墨西哥政府推舉弗倫克競逐世衛總幹事一職，最終競逐失敗於代表香港的陳馮富珍。
2015年, 接替唐娜·夏萊拉正式就任邁阿密大學 (佛罗里达州)  (University of Miami)校長一職.